# Neuendorf (Altmark)
Neuendorf  este o comună în Saxonia-Anhalt, Germania